# Cabana de volta a les Garrigues Baixes
Cabana de volta a les Garrigues Baixes és una obra de Tàrrega (Urgell) protegida com a Bé Cultural d'Interès Local.

## Descripció
Cabana agrícola situada a la partida de les Garrigues Baixes i orientada al sud-est. Està totalment restaurada i en molt bon estat. És de petites dimensions i de planta rectangular, amb una coberta de volta de pedra adovellada amb una cobertura final de vegetació. Donat que el mur de tancament ha estat construït arran de la volta, es poden apreciar les dovelles. L' única obertura que té és d'arc a nivell, amb una llinda de pedra sorrenca treballada, com els brancals, formats per grans carreus irregulars. La llinda presenta la data 1872. Un banc de pedra recorre tota la façana principal. A l'interior de la construcció hi ha un banc de pedra amb la data gravada 1973. Completa el conjunt un cobert o llenyer molt senzill amb coberta de lloses de pedra. Un marge de pedra seca rodeja gairebé tota la finca, amb parts reconstruïdes.
La cabana és feta amb blocs de pedra calcària irregulars, i les juntes han estat revocades amb morter de ciment per evitar possibles enrunaments.